# 劉承規
劉承規（951年—1016年），字大方，原名劉承珪，後來因為久病，改名劉承規，楚州山陽縣人。北宋宦官。
少年时任殿头高品。宋太祖时補高班，宋太宗即位，授北作坊副使。歷任崇儀使、六宅使。宋真宗即位，領勝州刺史、簽書宣徽使公事。加莊宅使，歷任北作坊使、宮苑使、皇城使。議定更改茶法。1008年，商議封禪泰山，掌管發運使。修建玉清昭應宮，為副使，製作精麗。修建的屋室稍有一點不合格，即使金碧輝煌，一定毀掉重建。有關部門不敢計所費用。祭祀汾陰，又任督運。歷任三朝，掌管內藏近三十年。領編次館閣書籍、修太祖太宗實錄、《冊府元龜》、國史等事。制定權衡法。他喜好儒學，以禮相待文士。卒年六十四岁。贈左衛上將軍、鎮江軍節度使，諡號忠肅。太祖、太宗殿塑造配享功臣，宋真宗特詔在太宗之側塑他的像。

## 传記資料
- 《宋史》 宦者列传